# Баблиова
Баблиова, Кривка (пол. Bablyowa) — гірський потік в Україні, у Самбірському районі Львівської області у Галичині. Правий доплив Гуснянки, (басейн Дністра).

## Опис
Довжина потоку приблизно 6,9 км, найкоротша відстань між витоком і гирлом — 4,93  км, коефіцієнт звивистості потоку — 1,40 . Формується багатьма безіменними гірськими струмками. Потік тече у гірському масиві Сколівські Бескиди (зовнішня смуга Українських Карпат).

## Розташування
Бере початок на північно-східних схилах гори Верхній Горб (1042,0 м). Тече переважно на північний схід поміж горами Перегіб (814 м), Ясенова (831 м), Баблиова (715 м), через село Кривка і на північно-східній околиці села Нижнє Гусне впадає у річку Гуснянку, ліву притоку Стрию.

## Цікавий факт
- Біля потоку розташований Ландшафтний заказник Пікуй[4].